# Ostpreußische Kleinbahnen AG
Die Ostpreußischen Kleinbahnen AG waren bis 1945 Eigentümer von zwölf Kleinbahnen in der ehemaligen preußischen Provinz Ostpreußen.

## Geschichte

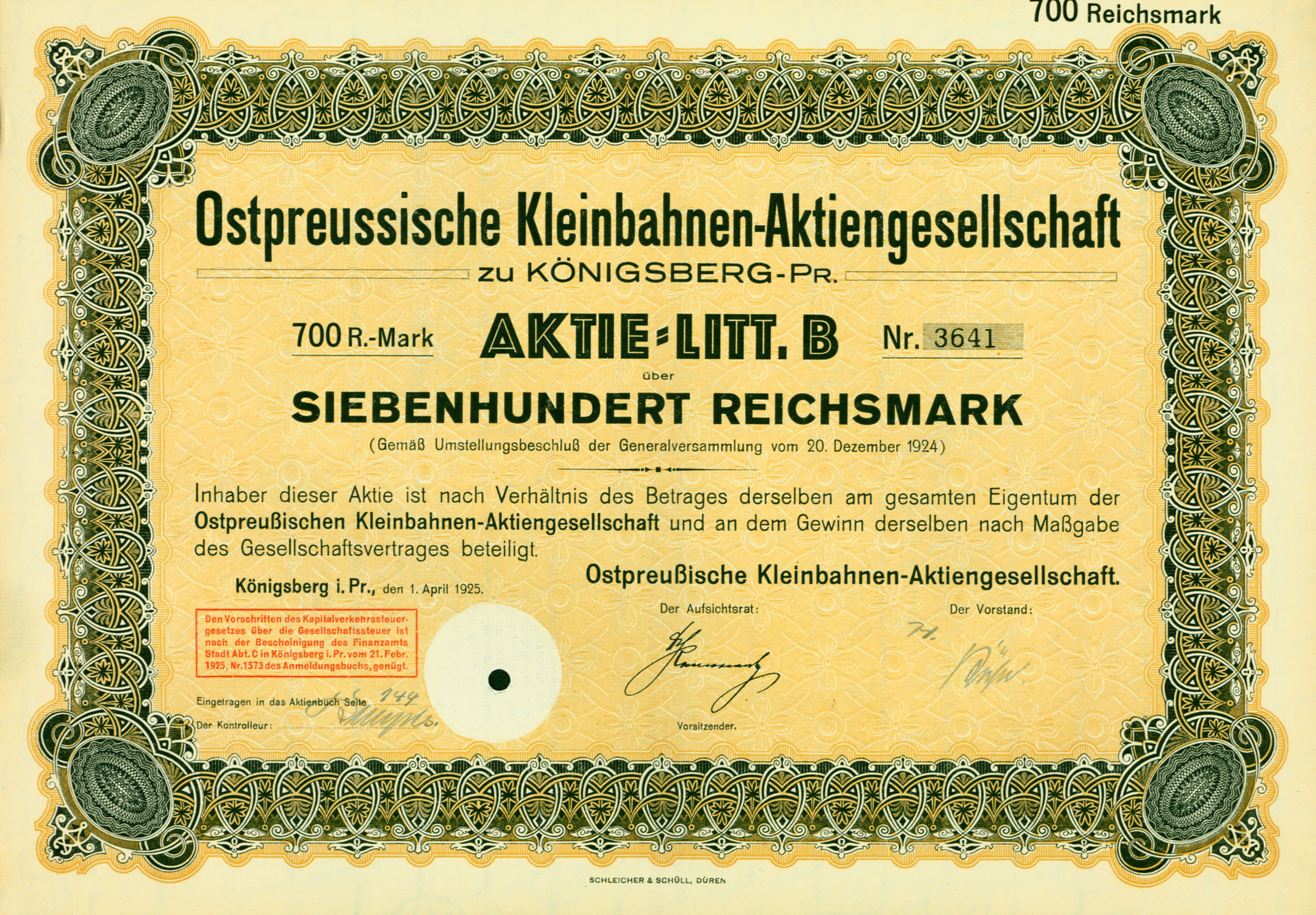
Aktie über 700 RM der Ostpreußische Kleinbahnen-AG vom 1. April 1925

Die AG für Verkehrswesen (AGV) hatte in den Jahren vor dem Ersten Weltkrieg die Kapitalmehrheit fast aller Privat- und Kleinbahnen in der Provinz Ostpreußen erlangt. In der Krisenzeit nach dem Krieg wollte sie die Verwaltung der im ganzen Land verstreuten Bahnen
zusammenfassen.
So vereinigte sie am 30. Juni 1924 unter dem Dach ihrer größten Tochtergesellschaft, der Insterburger Kleinbahn-AG, eine Anzahl von bisher rechtlich selbständigen Unternehmungen. Die aufnehmende Gesellschaft wurde gleichzeitig in Ostpreußische Kleinbahnen-AG umbenannt und verlegte ihren Sitz von Insterburg nach Königsberg.
Wichtige Aktionäre waren bis zum Jahre 1945 der Preußische Staat, die Provinz Ostpreußen, zahlreiche ostpreußische Städte und Landkreise sowie nicht zuletzt die AGV und ihre Tochter, die Ostdeutsche Eisenbahn-Gesellschaft in Königsberg (ODEG). Diese führte auch den Betrieb sämtlicher Kleinbahnen.
Als im Winter 1944/45 die Rote Armee ganz Ost- und Westpreußen eroberte, kamen die Kleinbahnbetriebe unter russische oder polnische Oberhoheit; die meisten wurden zerstört oder demontiert. Das führte anschließend zur Liquidation der Ostdeutschen Eisenbahn-Gesellschaft und der Ostpreußischen Kleinbahnen AG.

## Kleinbahnen
Die folgenden Kleinbahnen waren Eigentum der Ostpreußischen Kleinbahnen AG. Die meisten waren bis 1924 rechtlich selbständige Aktiengesellschaften, die Rastenburger allerdings GmbH:
Die Liste enthält Spurweite, Streckenlänge und Eröffnungsdatum der ersten Teilstrecke. Vom Gesamtnetz mit einem Umfang von 777 km Länge, war der größte Teil (756 km) schmalspurig, davon 215 km meterspurig, 526 km in der Spurweite von 750 mm und 15 km in der Spurweite von 600 mm angelegt; nur 21 km besaßen normalspurige Gleise. Ein kleiner Abschnitt von Tilsit nach Mikieten (7,6 km) war elektrifiziert.
| Kleinbahn                                              | Spur- weite mm | Länge km | Datum                        |
| ------------------------------------------------------ | -------------- | -------- | ---------------------------- |
| Elchniederungsbahn früher Niederungsbahn               | 750            | 53,3     | 7. November 1902             |
| Kleinbahn Heydekrug–Kolleschen                         | 1435           | 16,2     | 14. Dezember 1913            |
| Insterburger Kleinbahnen                               | 750            | 221,4    | 1. August 1902               |
| Königsberger Kleinbahn                                 | 750            | 58,6     | 15. Januar 1900              |
| Lycker Kleinbahnen                                     | 1000           | 48,0     | 22. Oktober 1913             |
| Ortelsburger Kleinbahn                                 | 600            | 15,4     | 16. Juni 1920                |
| Rastenburger Kleinbahnen                               | 750            | 127,3    | 1. Mai 1898                  |
| Pillkaller Kleinbahn, ab 1938 Schloßberger Kleinbahnen | 1000           | 60,8     | 24. Dezember 1901            |
| Kleinbahn Pogegen–Schmalleningken                      | 1000           | 65,5     | 1. August 1902               |
| Treuburger Kleinbahnen früher Oletzkoer Kleinbahnen    | 1000           | 43,1     | 18. September 1911           |
| Wehlau–Friedländer Kreisbahnen                         | 750            | 65,8     | 9. April 1898                |
| Kleinbahn Wöterkeim–Schippenbeil                       | 1435           | 5,0      | 30. Juni 1907 (erst ab 1930) |

## Quelle
- Handbuch der öffentlichen Verkehrsbetriebe 1940, Berlin 1940